# Dave Arseneault
David Michael Arseneault (12 agosto 1953) è un allenatore di pallacanestro statunitense, dal 1989 al 2017 allenatore dei Grinnell Pioneers e inventore della tattica nota come Sistema di Grinnell.

## Biografia
Dopo aver ottenuto un Bachelor of Arts al Colby College e una laurea magistrale alla Brock University, Arseneault ha allenato in Canada le squadre universitarie di Guelph Gryphons e McMaster Marauders, per trasferirsi quindi, nel 1989, al Grinnell College, che gioca nella Division III della National Collegiate Athletic Association (NCAA).
Qui ha inventato il Sistema di Grinnell, uno schema di basket offensivo giocato a ritmo molto alto, con cui è diventato famoso per i diversi record realizzati nel numero di punti segnati.

## Opere
- (EN) David Arseneault, Basketball: The Running Game, Reedswain, 1998, ISBN 978-1-890946-00-5.